# وندربیلت (تگزاس)
وندربیلت، تگزاس(به انگلیسی: Vanderbilt, Texas) شهری در ایالت تگزاس از ایالات جنوبی ایالات متحده آمریکا است. در سرشماری سال ۲۰۰۰، جمعیت این شهر ۴۱۱ نفر اعلام شد.